# Shajahan Siraj
Shajahan Siraj (auch Shahjahan Siraj; bengalisch শাহজাহান সিরাজ Śāhjāhān Sirāj; geb. 1. März 1943 in Kalihati; gest. 14. Juli 2020 in Dhaka) war ein bangladeschischer Politiker. Er war stellvertretender Vorsitzender der Bangladesh Nationalist Party (BNP). Als Student war er im Bangladesch-Krieg beteiligt. Er war einer der Gründer der Jatiya Samajtantrik Dal und langjähriger Abgeordneter in der Jatiya Sangsad (Nationalparlament) für den Wahlkreis Tangail-4.

## Leben

### Jugend und Ausbildung
Siraj erhielt seine Ausbildung am Government Saadat College, Karatia, wo er zwei Mal als Vizepräsident des Student Council gewählt wurde. Er diente auch als Generalsekretär der Bangladesh Chhatra League, der Studentenorganisation der Awami-Liga von 1970 bis 1972. Bei den Mukti Bahini war er einer der Anführer während des Befreiungskampfes. Siraj war auch beteiligt bei der Gestaltung der Flagge Bangladeschs. Am 3. März 1971 verlas Siraj das Manifest der Unabhängigkeit Bangladeschs vor Millionen Menschen in Anwesenheit von Mujibur Rahman. Später diente er als Generalsekretär und Präsident der Partei Jatiya Samajtantrik Dal (JSD).

### Karriere
Siraj gewann die Wahlen zum Parlament für den Wahlkreis Tangail-4 fünf Mal. Er diente als Minister der Regierung von 1991 und erneut 2001. Während seiner Amtszeit als Umweltminister wurde die Nutzung und Herstellung von Plastiktüten in Bangladesch verboten, Dreitakter-Roller (3-stroke scooters) wurden verboten und Social Tree Plantation (Baumpflanzung) wurde zu einer Bewegung.
2007 wurde ein Haftbefehl für Siraj ausgestellt in Zusammenhang mit dreizehn Anklagen auf Steuerhinterziehung. Er wurde zu dreizehn Jahren Gefängnis verurteilt und seine Frau zu drei Jahren. Das Urteil wurde 2010 aufgehoben.

## Familie
Siraj war verheiratet mit Rabeya Siraj, einer Anführerin der Frauenbewegung, Präsidentin der Dhaka City Women’s Front der BNP und Mitglied des BNP National Executive Committee. Das Paar hatte eine Tochter, Sarwat Siraj, und den Sohn Rajiv Siraj. Sarwat arbeitet als Anwältin am Bangladesh Supreme Court. Rajiv ist Mitglied des Vorstands der One Group.

## Tod
Siraj starb am 14. Juli 2020 in einem Krankenhaus in Dhaka an den Folgen einer Krebserkrankung.